# NGC 2912
NGC 2912 este o galaxie situată în constelația Leul. A fost descoperită în 3 aprilie 1870 de către Herman Schultz.